# Marek Szczepkowski (piosenkarz)
Marek Szczepkowski (ur. 25 października 1941, zm. 18 maja 2008) – polski piosenkarz, wokalista zespołów Niebiesko-Czarni i Pięciolinie.

## Życiorys
Był członkiem zespołu Elektron w którym występował u boku Jerzego Kosseli, Bernarda Dornowskiego, Henryka Zomerskiego, Daniela Danielowskiego oraz Pawła Juszczenki. Po przekształceniu grupy w zespół Niebiesko-Czarni, był jego członkiem od marca 1962 do lata 1963, tworząc między innymi duet wokalny z Bernardem Dornowskim. 
Następnie wraz z Dornowskim przeszedł do zespołu Pięciolinie, gdzie obok Dornowskiego i Seweryna Krajewskiego udzielał się jako wokalista. Po rozpadzie Pięciolinii, zakończył karierę estradową i wrócił do wyuczonego zawodu, do końca życia pracując jako marynarz. Jest pochowany na Cmentarzu Łostowickim w Gdańsku.